# Tragedia junto al mar

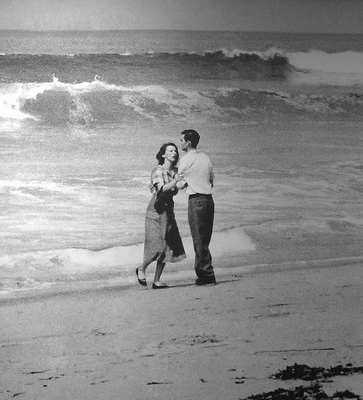
Tragedia junto al mar, una pareja joven juntos junto al Océano Pacífico en Hermosa Beach, California.

Tragedia junto al mar —título original en inglés: Tragedy by the Sea—, también conocida como Cruel Waves, es una fotografía que muestra a una pareja joven, John y Lillian McDonald, juntos junto al Océano Pacífico en Hermosa Beach, California, Estados Unidos. La imagen fue capturada en abril de 1954 por el fotógrafo de Los Angeles Times, John L. Gaunt Jr. Unos minutos antes de que se tomara la imagen, Michael, el hijo de diecinueve meses de la pareja, había desaparecido. La imagen ganó el Premio Pulitzer de Fotografía de 1955.

## Antecedentes
El 2 de abril de 1954, un niño de 19 meses llamado Michael desapareció en la costa de Hermosa Beach, California. Sus padres, John y Lillian McDonald, fueron fotografiados de pie en la playa después de la desaparición. Según Lillian, el niño había salido del jardín de la familia. Ella llamó a la policía y las autoridades comenzaron a buscar al niño. El niño no fue encontrado de inmediato y la búsqueda se suspendió esa noche. La búsqueda duró días y continuó hasta el 5 de abril. El cuerpo de Michael no fue encontrado hasta el 12 de abril, diez días después de su desaparición; el niño fue localizado cerca de la calle 4 en Manhattan Beach. Una mujer había visto el cuerpo del niño flotando en las olas cerca de su casa, que estaba a más de 1 millas (1.6 km) de donde había desaparecido, sacó el cuerpo del agua y llamó a la policía.

## Descripción
El día de la desaparición del niño, el fotógrafo de Los Angeles Times, John L. Gaunt Jr., estaba en su casa de Hermosa Beach cuando escuchó a un vecino gritar: «¡Algo está pasando en la playa!». Gaunt recuperó su cámara, una Rolleiflex, y se dirigió a la playa. Cuando se acercó, vio a la joven pareja parada junto a la orilla del agua abrazándose y capturó la imagen antes de que la pareja se diera vuelta y se alejara. La imagen, que Gaunt tituló Tragedia junto al mar, fue impresa en Los Angeles Times el 3 de abril de 1954. En aquel momento, el periódico especuló que el niño podría haber sido arrastrado al mar.

## Recepción
La imagen ganó el Premio Pulitzer de Fotografía de 1955. El jurado del Pulitzer se refirió a la fotografía como «emocionante y profundamente conmovedora». La imagen también ganó un premio de Associated Press. La imagen ganó el primer lugar en la Galería de Honor de Fotografías de Noticias del Los Angeles Press Club de 1954. También ganó una mención especial de los editores jefe de Associated Press. El premio al Mejor Spot Noticiero de Associated Press ocurrió antes del premio Pulitzer y se refirieron a él con el título de Cruel Waves.